# Antígono (filho de Aristóbulo II)
Antígono foi um filho de Aristóbulo II da Judeia. Ele foi o último dos asmoneus a reinar (40 - 37 a.C.), sendo sucedido por Herodes, o Grande, cliente de Roma.

## Família
Em c. 105 a.C., Alexandre Janeu, ao contrário dos seus antecessores, tomou o título de "rei dos judeus", um título que pertencia apenas à família do Rei Davi. Ele se casou com Salomé Alexandra, que o sucedeu e, depois da morte desta, em 67 a.C., por Hircano, seu filho, que havia sido sumo sacerdote. Os líderes do exército e a nobreza se uniram ao irmão mais novo, Aristóbulo, o que levou o país à guerra civil. O conflito foi resolvido com a intervenção de Pompeu, que adicionou a Palestina à República Romana.
Aristóbulo tinha duas filhas e vários filhos, dentre estes Antígono, que foi levado à Roma por Pompeu junto de suas irmãs.

## Retorno à Judeia
Aristóbulo fugiu de Roma com seu filho, chegou à Judeia e iniciou a reconstrução do Alexândrio, que havia sido recentemente demolido. A ele se juntaram vários judeus, um total de oito mil soldados, mas os romanos os atacaram e derrotaram. Gabínio enviou Aristóbulo de volta a Roma, onde ele foi acorrentado, porém o senado deixou seus filhos livres, porque Gabínio havia dito que este foi o acordo que ele tinha feito com a mãe deles para que ela entregasse a fortaleza.
Gabínio pretendia atacar os partas, mas retornou e foi ao Egito, para restaurar Ptolemeu XII ao trono. Antípatro  ajudou o exército romano, que derrotou o usurpador Arquelau. Na volta, Gabínio encontrou a Síria em desordem, porque Alexandre, filho de Aristóbulo, havia tomado o governo à força, e estava sitiando o monte Gerizim, onde os romanos haviam se retirado.
Gabínio enviou Antípatro para tentar vencer os judeus pela diplomacia, mas Alexandre, que tinha trinta mil homens, enfrentou Gabínio e foi derrotado.
Após Júlio César ter derrotado Pompeu em Roma, este libertou Aristóbulo, mas ele foi envenenado pelos seguidores de Pompeu (49 a.C.). Em seguida, Cipião, aliado de Pompeu, assassinou Alexandre, filho de Aristóbulo, e cortou sua cabeça (49 a.C.). Os demais filhos de Aristóbulo foram salvos por Ptolemeu, filho de Meneu, que governava Cálcis. Ptolemeu trouxe a viúva de Aristóbulo, Antígono e as filhas de Aristóbulo, uma das quais, Alexandra, se casou com Filípio, filho de Ptolemeu, e, depois que Ptolemeu executou o próprio filho, se casou com Ptolemeu.

## Conflito com Antípatro
Em 47 a.C., após a vitória de César no Egito, Antígono foi a César, lamentou a sorte do seu pai Aristóbulo, e acusou Antípatro de ser responsável pelo envenenamento de Aristóbulo e a decapitação de Alexandre por Cipião. Ele também acusou Hircano e Antípatro de governarem a Judeia por violência. Antípatro estava presente, e demonstrou que o partido de Antígono era rebelde, e que os castigos de Aristóbulo e Alexandre foram justos. César, diante deste discurso, apontou Hircano como sumo sacerdote e Antípatro, por escolha deste, como procurador da Judeia.

## Conflito com Herodes
Em 42 a.C., Ptolemeu, filho de Meneu, trouxe Antígono de volta à Judeia, e ele montou um exército. Herodes, o Grande, derrotou seu aliado Mário, que Cássio havia colocado para tiranizar Tiro, e, em seguida, derrotou Antígono, que foi expulso da Judeia..

## Aliança com os partas
Após a morte de Ptolemeu, filho de Meneu, Lisânias, seu filho, o sucedeu, e se aliou a Antígono. Antígono havia prometido aos partas mil talentos e cinco mil mulheres, se eles passassem o governo de Hircano para si, e matassem Herodes. Em 40 a.C., mesmo sem Antígono ter pago o que prometera, os partos invadiram a Judeia, e levaram Hircano prisioneiro. Os comandantes dos partas eram Pácoro, filho do rei e comandante das forças navais, e Barzapharnes, comandantes das forças terrestres. Os partas e os judeus aliados de Antígono foram enfrentados pelos partidários de Herodes e seu irmão Fasael, no mercado de Jerusalém.
Hircano e Fasael foram capturados à traição pelos partas, depois destes terem prometido que seria tratados como embaixadores. Herodes conseguiu escapar e se refugiou na Idumeia, com seu irmão José.

## Rei da Judeia
Em 40 a.C., os partas colocaram Antígono como rei da Judeia. Ele recebeu Fasael e Hircano como prisioneiros, mas ficou preocupado porque as mulheres, que ele havia prometido aos partas, haviam escapado. Antígono cortou as orelhas de seu tio Hircano, para que ele, por ser mutilado, nunca mais pudesse se tornar sumo sacerdote de Israel. Fasael, sabendo que seria executado, tentou se matar batendo a cabeça contra a parede, ou, segundo outras versões, teria morrido envenenado por Antígono após se ferir na cabeça.
Herodes, porém, após vários infortúnios, consegue chegar a Roma, onde convence o senado a decretar Antígono inimigo de Roma.
Enquanto isto, Antígono estava sitiando José, irmão de Herodes, em Massada, que tinha tudo menos água. Os sitiados, porém, foram salvos por uma chuva, que Flávio Josefo atribui a um milagre de Deus. Vendício, general romano, foi enviado à Síria, para expulsar os partas, e, em seguida, a Judeia.
Em 39 a.C., Herodes, vindo da Itália, passou por Ptolemaida, onde reuniu um exército e marchou sobre a Galileia. O exército de Herodes era forte, e Antígono tentou detê-lo, sem sucesso, com armadilhas. Antígono tentou ainda convencer os judeus a rejeitaram Herodes, porque ele não era de família nobre, era um idumeu, era apenas meio-judeu, enquanto Antígono era da família real. Herodes tomou as cidades da Idumeia, Samaria e Galileia que eram fieis a Antígono.
Enquanto isto, Pácoro foi derrotado em batalha, e Vendício enviou Máqueras para ajudar Herodes. José, irmão de Herodes, morreu ao tentar atacar Jericó, e Antígono cortou sua cabeça, que foi resgatada por Feroras, seu irmão, por cinquenta talentos.
Antígono ainda tentou atacar Herodes em Samaria, mas após a derrota começou a planejar sua fuga.

## Queda
No terceiro ano após Herodes ter sido nomeado rei dos judeus pelo senado romano, e após seu casamento com Mariane, filha de Alexandre, filho de Aristóbulo, Herodes, com o general Sósio, vindo da Fenícia, atacou Jerusalém.
O ataque final, durante um ano sabático, foi bastante violento, e os romanos, apesar do pedido de Herodes, não pouparam crianças, velhos nem mulheres. Antígono veio da cidadela e se jogou aos pés de Sósio, sendo chamado de Antígona por este, mas sendo preso.
Em agosto de 37 a.C., Antígono foi levado a Marco Antônio e este, após receber dinheiro de Herodes, executou Antígono. Este foi o fim do governo dos asmoneus, que havia durado cento e vinte e seis anos.